# Svatá Nina

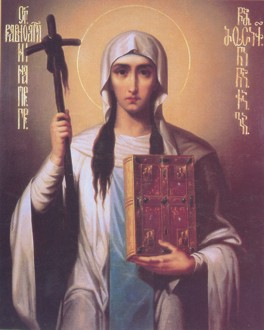
Svatá Kristýna

Svatá Nina či Kristýna (také Nino, gruzínsky წმინდა ნინო, ts'minda Nino; okolo 296, Palestina – 27. ledna okolo 338, Mccheta) je patronkou Gruzie a první křesťankou, která na tamní území přinesla křesťanství. Bývá označována za apoštolku Gruzie. V Gruzii je známá pod jménem Nino (Ninona). Tamními obrácenými věřícími bývala označována jako Kristiana nebo Kristina, tedy křesťanka a v České republice je známější pod tímto jménem. Bývá zobrazována s křížem z ratolestí révy.

## Život
Podle nejrozšířenější tradice se Kristýna narodila ve městě Kolastra v Kappadokii, která v té době spadala pod římské impérium. Její rodina mluvila řecky. Názory římskokatolické a pravoslavné církve na Kristýnin původ se nicméně rozcházejí.

### Legenda pravoslavné tradice
Dle tradice východních církví byla jedináčkem z významné rodiny. Jejím otcem byl římský generál Zabulon, jehož rod byl údajně spřízněn se svatým Jiřím. Její matkou byla Zuzana, příbuzná jeruzalémského patriarchy Houbnala I. V dětství se o Ninu starala její příbuzná jeptiška Sára, která spolu se strýcem (jeruzalémským patriarchou) dohlížela na tradiční výchovu. Díky strýci se později Nina dostala do Říma. Tam se po čase rozhodla, že se vydá hlásat Písmo do Hibérie (dnešní Gruzie), na jejímž území se údajně nacházela Ježíšova tunika. Dle tradice měla Nina vidění, ve kterém se jí zjevila Panna Maria, podala jí kříž z révových ratolestí a pravila: „Jdi do Hibérie a zvěstuj evangelium Ježíše Krista, a najdeš milost před Hospodinem. Já ti budu štítem proti všem nepřátelům, viditelným i neviditelným. Díky síle tohoto kříže postavíš v zemi spásný prapor víry v mého milovaného Syna a Pána.“
Podle legendy měla Nina schopnost zázračně uzdravovat nemocné. O jejích schopnostech se doslechla královna Nana, jíž následně Kristýna uzdravila malého syna. Královna se poté obrátila na křesťanství. Její manžel král Mirian III. se nejprve novému náboženství bránil. Když se ale na lovu ocitl oslepen temnotou a ztracen v lese, pomodlil se prý k „Nininému bohu“ a poté našel cestu zpět k družině. Nedlouho poté konvertoval a roku 327 vyhlásil křesťanství jako oficiální náboženství Hibérie. Kristýna až do smrti okolo roku 350 působila na území království a šířila křesťanství.

### Legenda katolické tradice
Západní tradice čerpají především z textů Tyrannia Rufina. Podle nich pocházela Nina (v tomto kontextu nazývaná častěji Kristýna) z Říma, Jeruzaléma nebo Galie (dnešní Francie) a její rodokmen je neznámý. Za vlády císaře Konstantina Velikého byla zajata Hibery (Gruzínci) a dostala se do otroctví. Podle jiné verze na území dnešní Gruzie prchla již dříve za pronásledování křesťanů císařem Diokleciánem.

## Úcta a tradice
V Gruzii slaví svátek své Kristýny 14. ledna. Kristýnina památka se slaví v Řecku 27. října, v Arménii 29. října. V ostatních pravoslavných církvích je také připomínána, stejně i v katolických církvích a anglikánské.

## Odkazy

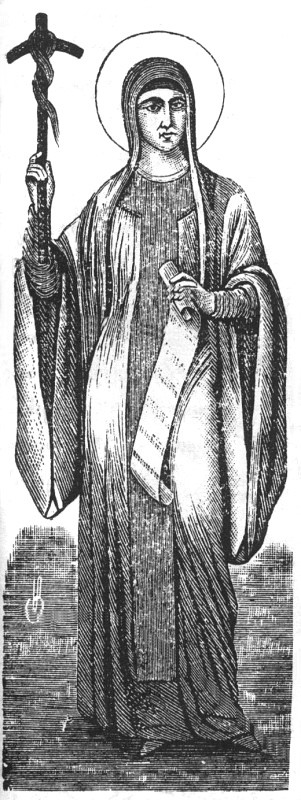
Obrázek sv. Niny